# Чигирьова Влада Олександрівна
Влада Олександрівна Чигирьова (рос. Влада Александровна Чигирёва, нар. 18 грудня 1994) — російська спортсменка, спеціалістка з синхронного плавання, олімпійська чемпіонка 2016 року.

## Виступи на Олімпіадах
| Олімпіада           | Дисципліна | Місце |
| ------------------- | ---------- | ----- |
| Ріо-де-Жанейро 2016 | групи      | 1     |
| Токіо 2020          | групи      | 1     |

## Державні нагороди
- Орден Дружби (25 серпня 2016 року) — за високі спортивні досягнення на Іграх XXXI Олімпіади 2016 року в місті Ріо-де-Жанейро (Бразилія), виявлені волю до перемоги та цілеспрямованість[1].